# Três Reis
Três Reis (em inglês:  Three Kings) é um filme estadunidense de 1999, escrito e dirigido por David O. Russell.

## Sinopse
Quando acaba a Guerra do Golfo, quatro soldados americanos atravessam o deserto do Iraque para encontrar milhões em barras de ouro, que valem mais do que dinheiro, roubadas do Kuwait.

## Elenco
- George Clooney — Archie Gates
- Mark Wahlberg — Troy Barlow
- Ice Cube — chefe Elgin
- Spike Jonze — Conrad Vig
- Nora Dunn — Adriana Cruz
- Jamie Kennedy — Walter Wogaman
- Mykelti Williamson — coronel Horn
- Cliff Curtis — Amir Abdullah